# Dixella peruviana
Dixella peruviana är en tvåvingeart som först beskrevs av Edwards 1931.  Dixella peruviana ingår i släktet Dixella och familjen u-myggor.
Artens utbredningsområde är Peru. Inga underarter finns listade i Catalogue of Life.